# Изобразително изкуство
Изобразителното изкуство, наричано напоследък с чуждици като визуално изкуство или визуални изкуства (на английски: visual arts), е художествено творчество, чиято цел е възпроизвеждане на околния свят.
То включва както изящното изкуство (традиционните пластични изкуства), така и близки и нови форми като декоративно-приложно изкуство и др.
Много изкуства (сценични изкуства, концептуално изкуство, текстилни изкуства) включват аспекти на изобразителното изкуство. Към него се причисляват приложните изкуства като промишлен дизайн, графичен дизайн, моден дизайн, интериорен дизайн и декоративно изкуство. Разграничението е подчертано от художници от Движението „Изкуства и занаяти“, оценили характерните за дадена област форми на изкуството като висши форми. Училищата по изобразително изкуство правят разграничение между изобразителното изкуство и занаятите, според което занаятчията не може да се счита за практик в изкуствата.
Засилващата се тенденция да се привилегирова живописта и в по-малка степен скулптурата, спрямо другите изкуства, е характерна черта на западното изкуство и на изкуството на Източна Азия. В двата региона живописта в най-висока степен се свързва с въображението на художника, и е отдалечено в най-голяма степен от ръчния труд – в китайската живопис най-високо ценена е „академичната живопис“ (scholar painting), дело на привилегировани индивиди. Западната йерархия на жанровете отразява подобни нагласи.

## Рисунка
Рисуването е средство за създаване на изображение, като използва голямо разнообразие от инструменти и техники. Това обикновено включва прилагане на контури върху повърхност чрез прилагане на натиск от страна на средство за рисуване или преместване на средството по цяла повърхност с помощта на сухи средства като графитни молив, мастило и перо, напоени четки, цветни восъчни моливи, въглени, пастели и маркери. Използват се и дигитални инструменти, които увеличават ефектите от тях. Основните техники, използвани в рисуването, са: изчертаване на линия, щриховане, гравиране с напречни щрихи, произволно щриховане, надраскване, щриховане с точки и смесване. Художник, който е ненадминат в рисуването, се нарича майстор на рисунъка.
Рисуването датира най-малко от преди 16 000 години – в палеолитните пещерни изображения на животни, като например тези в Ласко във Франция и Алтамира в Испания. В Древен Египет рисунки с туш върху папирус, често изобразяващи хора, са били използвани като модели за рисунка и скулптура. Рисунки върху гръцки вази, първоначално геометрични, а по-късно почнали да се изобразяват и човешки форми при черно-фигурната вазопис през 7 век пр. Хр.
С по-честото присъствие на хартията в Европа през 15 век рисуването е възприето от майстори като Сандро Ботичели, Рафаело, Микеланджело и Леонардо да Винчи, чиито рисунки се възприемат като рисунки със свои закони сами по себе си, а не като подготвителен етап за рисунка или скулптура.

## Живопис
Живописта означава буквално практика на прилагане на пигмент, идващ от носител (боя) и свързващ агент (лепило) към повърхност (основа), като например хартия, платно или стена. За да се изяви изразителното и идейно намерение на практикуващия в художествен смисъл, се използва живописта в комбинация с рисуване, композиция и/или с други естетически фактори. Живописта се използва за изразяване на духовни мотиви и идеи, а обекти от този вид живопис варират в гама от произведения на изкуството, изобразяващи митологични фигури върху глинени съдове до творби като Сикстинската капела на самото човешко тяло.

### Произход и ранна история
Подобно на рисунката, произходът на живописта е документиран в пещери и скали. Най-добрите примери са на 32 000 години, намиращи се в пещерите Шове и Ласко в Южна Франция. Картините по стените и таваните са на бизони, коне и елени и са в нюансите на червеното, кафявото, жълтото и черното.
Картини на човешки фигури могат да бъдат намерени в гробниците на Древен Египет. В големия храм на Рамзес II, неговата кралица Нефертари е изобразена, съпроводена от Изида. Древните гърци са допринесли за развитието на живописта, но много от техните творби са изгубени.
Едно от най-добрите останали свидетелства е мозайката от битката при Иса в Помпей, която е основана на гръцката живопис. Гръцкото и римско изкуство допринесли за развитието на византийското изкуство през 4 век пр. Хр., което установило традиция в иконописта.

### Ренесанс
Отделно от илюстрованите ръкописи на монасите през Средновековието, следващия значителен принос към европейското изкуство идва от италианските ренесансови художници. Започвайки от Джото през 13 в., до Леонардо да Винчи и Рафаело в началото на 16 в., това е най-богатият период в италианското изкуство, като е използвана техниката на светлосянката, за да се създаде илюзията за триизмерно пространство.
Художниците в Северна Европа също били повлияни от италианската школа. Ян ван Ейк от Белгия, Питер Брьогел Стария от Холандия и Ханс Холбайн Младия от Германия, са сред най-успешните художници на онези времена. Те са използвали техниката за остъкляване с масла, за постигане на дълбочина и сияйност.

### Холандски майстори
17 век станал свидетел на появата на големите холандски майстори, като всестранния Рембранд, който е запомнен най-вече със своите портрети и библейски сцени, както и Вермеер, със своите интериорни сцени на холандското битие.

### Барок
Бароковата ера дошла след Ренесанса, от края на 16 век до края на 17 век. Основните творци на барока включват: Караваджо, който въвел използването на тежкия стил тенебризъм и Петер Паул Рубенс – фламандски художник. Рубенс учил в Италия и работил за местните църкви в Антверпен, където нарисувал серия от картини за Мария ди Медичи. Анибале Карачи се повлиял от Сикстинската капела и създал жанра на илюзионисткото рисуване на таван. Голяма част от развитието на Барока е повлияно от Протестантската Реформация и последвалата Контрареформация. Голяма част от това, което определя барока, е драматичното осветяване на обектите и общите визуализации.

### Импресионизъм
Импресионизмът започва във Франция през 19 век, от свободно сдружение на художници, като: Клод Моне, Пиер-Огюст Реноар и Пол Сезан. Сезан внесъл нов свободен стил на рисуване с четка, избирайки изобразяването на реалистични сцени от съвременния живот навън, а не в студиото. Това било постигнато чрез нов израз на естетическите линии, изобразени чрез удари на четка, които придават впечатление за реалност. Те създали интензивен цвят от вибрации, чрез използване на чисти и смесени цветове, с къси удари на четката, рисуващи реалността. Импресионистичното движение повлияло на изкуството като динамика, движеща се през времето и приспособяваща се към новооткритите техники и възприятие за изкуството. Вниманието към детайлите станало по-маловажно; в същото време се увеличило изучаването на пристрастния за окото на художника поглед към пейзажите и природата.

### Постимпресионизъм
Към края на 19 век няколко млади художници развили импресионизма докрай, като използвали геометрични форми и неестествени цветове за изобразяване емоции, стремейки се към по-дълбок символизъм. От особено значение за развитието на постимпресионизма е работата на Пол Гоген, който бил силно повлиян от азиатското, африканското и японското изкуство. Винсент ван Гог е холандец, който се преместил във Франция, където рисувал с ярки цветове силната слънчева светлина на юга. Тулуз Лотрек е запомнен с ярките си картини на нощния живот в района на парижкия Монмартър.

### Символизъм, експресионизъм и кубизъм
Едвард Мунк е норвежки художник, разработил символичния си подход в края на 19 век, вдъхновен от френския импресионист Мане. Картината му Викът (1893 г.) е сред най-известните му работи, в която представя тревогата на съвременния човек. В резултат от влиянието на Мунк възникнало германското движение на експресионистите, в началото на 20 век, с художници, като: Ернст Кирхнер и Ерих Хекел, нарушили реалността за емоционален ефект. Успоредно с това стилът, известен като кубизъм, разработен във Франция, чрез който художниците се фокусирали върху обема и пространството на остри структури, в рамките на композицията. Пабло Пикасо и Жорж Брак били водещите привърженици на движението на кубизма. Тук обектите са разделени, анализирани и повторно сглобени в абстрактна форма. След 1920 г. кубизмът се пренесъл в сюрреализма, чрез Салвадор Дали и Рене Магрит.

## Графично изкуство
Графичното изкуство е създаване за художествени цели на изображение върху матрица, която след това се прехвърля върху двуизмерна (плоска) повърхност, с помощта на мастило (или друга форма на пигментация). Освен в случай на монотипия, същата матрица може да се използва за производство (печат) на много екземпляри.
В исторически план основните техники (наричани медии) включват: гравюра на дърво, линейно гравиране, ецване, литография и ситопечат, но има и много други, включително и съвременни дигитални техники. Отпечатъкът се нанася върху хартия, а другите средства варират от плат и пергамент до по-модерни материали. Основните течения в графиката включват и тези на Япония (укийо-е).

### Европейска история
Произведенията на графиката в Западна Европа, създадени преди 1830 г., са известни като отпечатъците на старите майстори. В Европа от 1400 г. гравюра на дърво е била използвана за майсторски отпечатъци върху хартия, като се използвали техники за печат, разработени във византийския и ислямски свят. Михаел Волгемут усъвършенствал немската гравюра на дърво през 1475 г., а холандецът Ерхард Рьових е първият, който използва напречното гравиране. В края на века Албрехт Дюрер довел западната гравюра върху дърво до етап, в който станал ненадминат, повишавайки статута на гравирането върху дърво от един блок.

### Произход и практика в Китай
В Китай изкуството на графиката било разработено преди 1100 години като илюстрации с текст, изрязани на дървени блокове за печат върху хартия. В началото изображенията били главно религиозни, но по време на династията Сонг художниците започнали да правят и пейзажи. По време на династиите Мин (1368 – 1644 г.) и Цин (1616 – 1911 г.), техниката се усъвършенствала, както при религиозните, така и при художествените гравюри.

### Развитие в Япония 1603 – 1867 г.
Печатането на дървени блокчета в Япония (японски: 木 版画, мока ханга) е техника, най-известна с използването ѝ в стила укийо-е. Въпреки това е широко прилагана и за отпечатване на книги през същия период. Печатането на дървени блокчета е било използвано в Китай в продължение на векове за отпечатване на книги, дълго преди появата на по-лесно подвижната техника за печатане. През периода Едо (1603 – 1867 г.) става широко популярна в Япония, макар и изненадващо късно. Въпреки че моку ханга прилича на западната графика в някои отношения, тя значително се различава с това, че се използват мастила на водна основа (за разлика от западната графика, където се използват мастила на маслена основа), което позволява получаването на широк спектър от ярки цветове, глазури и цветова прозрачност.

## Фотография
Фотографията е процес за правене на снимки с помощта на светлината. Светлината се отразява или се излъчва от обекти, които се заснемат върху фоточувствителни материали (филм) или се съхраняват временно в чип. Процесът се осъществява чрез механични затвори или по електронен път, чрез фотони и химическа преработка, или чрез записващи устройства, известни като камери.
Думата идва от гръцките думи φωςфос(„светлина“), и γραφις графис („писец“, „четка“) или γραφη графе, което заедно означава „рисуване със светлина“ или „рисуване посредством линии“. По традиция продуктът на фотографията е наричан снимка. Терминът „снимка“ е съкращение. В цифровата фотография терминът изображение е заместил думата „снимка“. (Терминът изображение е традиционен в геометричната оптика.)

### Кино
Кинопроизводството е процес на заснемане на картина в движение, започвайки от началната идея и проучване, през писане на текстове, заснемане и запис, анимация или чрез други специални ефекти, монтаж, озвучаване и музикална творба и най-накрая до разпространението му пред аудиторията. Този процес е свързан със създаването на всички видове филми, обхващайки документалистиката, видовете театър и литература в киното, както и поетични и експериментални практики, а и често се използва за обозначаване на процесите при създаване на видео.

## Компютърно изкуство
Визуалните художници вече не се ограничават до традиционните художествени творби. Компютрите са били използвани все по-често като инструмент в изобразителното изкуство от 1960 г. Приложенията включват: улавянето или създаване на образи и форми, редактирането на тези образи и форми (включително изследване на множество композиции) и окончателното представяне и/или отпечатване (включително като 3D картина).
Компютърно изкуство е всяко изкуство, в което компютрите са изиграли роля в производството или проявяването му. Такова изкуство може да бъде: образ, звук, анимация, видео, CD-ROM, DVD, видео игри, уебсайт, алгоритъм, представление или инсталация в галерия. Много от традиционните дисциплини сега са с интегрирани цифрови технологии и в резултат на това границите между традиционните произведения на изкуството и новите медийни произведения, създадени с помощта на компютри, са размити. Например, един художник може да съчетава традиционна живопис с алгоритмично изкуството и други цифрови техники. В резултат, определянето на това компютърно изкуство по неговия краен продукт, може да бъде затруднено. Въпреки това, този вид изкуство започва да се появява в музейни експозиции, макар че трябва все още да затвърждава своята легитимност като форма. Тази технология се разглежда широко в съвременното изкуство, повече като инструмент, а не като форма на живопис.
Използването на компютри размива различията между илюстратори, фотографи, фоторедактори, създаващите 3-D изображения и занаятчии. Сложното изразяване и редактиращият софтуер са довели до многостранно развити разработчици на снимки. Фотографите могат да станат цифрови художници. Илюстраторите могат да станат аниматори. Ръчната работа може да бъде компютърно добавена или чрез използване на компютърно генерирани образи като шаблон. Компютърното клипово изкуство направи разграничението между визуалните изкуства и оформлението на страници по-малко очевидно, поради лесния достъп и редактиране на графичните колекции в процеса на номериране на страниците в документ, особено за неквалифициран наблюдател.

## Пластично изкуство
Пластика е термин, обхващащ художествени форми, които включват физическа манипулация на пластмасов носител, чрез формоване или моделиране, като скулптура или керамика. Терминът също се прилага за всички визуални (нелитературни и немузикални изкуства).
Материали, които могат да бъдат изрязани или оформени, като камък и дърво, бетон и стомана, също са включени в определението, тъй като такива материали с подходящи средства също са способни на манипулация. Тази употреба на термина „пластично“ в областта на изкуството не бива да се бърка с използвания термин от Пийт Мондриан, нито с движението „неопластицизъм“.

### Скулптура
Скулптура е триизмерно произведение на изкуството, създадена чрез оформяне или комбиниране на твърд и/или пластичен материал, звук и/или текст и/или светлина, често камък (скала или мрамор), глина, метал, стъкло или дърво. Някои скулптури са създадени пряко от намирането им в природата или чрез дърворезба; други са сглобени, създадени заедно, изпечени, заварени, моделирани или ляти. Скулптури често са в различни цветове. Човек, който създава скулптури, се нарича скулптор.
Тъй като скулптурата включва използването на материали, които могат да бъдат формовани или модулирани, то тя е вид пластично изкуство. По-голямата част от общественото изкуство е представено чрез скулптури. Много скулптури в градина могат да бъдат съотнесени като вид скулптурна градина.